# ベルギーの映画
この項ではベルギーの映画産業について述べる。

## 歴史

### 初期
フランスのリュミエール兄弟がシネマトグラフィを発明する一方、映画の発達に先駆け、写真技術の発達が見られるようになる。アニメーション手法を考案した人物の中に、実験物理学者のジョゼフ･プラトーがいる。プラトーはゲント大学で1836年、初期のストロボスコープの装置であるフェナキストスコープを発明した。これは2つの円盤から構成され、ひとつには放射状かつ等間隔に窓があり、もうひとつの円盤には一連の画像が描かれていた。この2つの円盤が決まった速度で動くとき、窓と画像が合わさってアニメ効果を得ることが出来た。このストロボスコープが動画を生み出し、更に映画へと発展していった。
1896年、ベルギーで初めての上映会がブリュッセルのキングス・ギャラリーで行われた。続く数年、フランスの実業家シャルル・パテ（Charles Pathé、フランスの映画会社パテ兄弟社の創業者）により急激な進展が見られた。彼のアシスタントの一人、 Alfred Machinは1910年にベルギーではじめての映画製作会社を設立した。彼の作品のいくつかは、現在でもブリュッセルのロイヤル・フィルム・アーカイヴに保存されている。ベルギー初の映画プロデューサーのHippolyte De Kempeneerは、彼のスタジオが火災にあう1923年まで映画製作を続けた。

## 1930年代から1980年代
1930年代に入ってから、Charles Dekeukeleireやアンリ・ストルクといった人物が新しい映画撮影テクニックを使用したり、Belgian Documentary Schoolを設立するなどして、ベルギーにおける映画製作が盛んになってくる。トーキーの時代に入り、Jan Vanderheydenといった監督たちはメディアの可能性を最大限に活用し、Ernest Claesの"De Witte"といった文学作品の映画化に着手した。"De Witte"は非常に人気を集め、ベルギーの映画史において重要な作品となり、その後リメイク映画やテレビシリーズも製作された。
長編映画の製作にはしばしば困難が伴ったが、ベルギーのアニメ映画が次第に海外でも人気が出るようになっていった。特にラウル・セルヴァは1960年代から高い評価を得、1979年にはカンヌ国際映画祭において、彼の短編映画"Harpya"が短編部門のパルム・ドールを受賞した。
1964年より政府からの補助が受けられるようになり、アンドレ・デルヴォー、Roland Verhavert 、ハリー・クメールといった新しい才能が台頭するようになった。

## 1980年代から2000年代
しかし1980年代に入り、大仰なドラマといった1960年代、70年代の傾向から、もっと個人的で現実的なテーマを取り上げた作品が台頭してきた。そういった作品を手がけた人物にはマーク・ディドゥン ("Brussels by Night",1983) 、ロバート・デ・ハート ("Brylcream Boulevard",1995)などがいる。1985年、ヘンドリック・コンシャンスの小説をヒューゴ・クラウスが監督・脚本した"De Leeuw van Vlaanderen"が公開された。この作品は野心的であったが、商業的には失敗した。ベルギーのアニメ映画は引き続き高い評価を得、1987年にはニコル・ヴァン・ゲーテムの"A Greek Tragedy"がアカデミー賞において短編アニメ映画賞を受賞した。
1990年代より、ブノワ・ポールヴールド（『ありふれた事件』）、ステイン・コーンニクス（『神父ダーンス』）、ジャン＝ピエール&リュック・ダルデンヌ（『ロゼッタ』、『ある子供』）などにより、ベルギー映画は国際的に評価されるようになってきた。2000年、ドミニク・ドゥルドゥルの『エブリバディ・フェイマス!』がアカデミー外国語映画賞にノミネートされた。

## 現在
2003年、Erik Van Looyのスタイリッシュな探偵映画"The Alzheimer Case"が高い評価を得た。この映画はいくつかの賞を得、リメイクの話も出ている。
ヴィレム・エルスホットなどの古典文学も続けて映画化されており、そういった作品は多くの場合、ドイツの製作会社と共同制作になっている。